# Lycenchelys porifer
Lycenchelys porifer är en fiskart som först beskrevs av Gilbert, 1890.  Lycenchelys porifer ingår i släktet Lycenchelys och familjen tånglakefiskar. Inga underarter finns listade i Catalogue of Life.